# Beachhandball-Weltmeisterschaften 2022
Die Beachhandball-Weltmeisterschaft 2022 soll vom 21. bis 26. Juni 2022 auf der Insel Kreta in Griechenland abgehalten werden. Dort werden die Meisterschaften der Frauen und der Männer stattfinden. Veranstalter ist die Internationale Handballföderation (IHF). Beauftragt mit der Durchführung ist der griechische Handballverband.

## Austragungsland
Der griechische Verband wurde von der IHF am 4. November 2021 ausgewählt. Die Spiele werden in Heraklion auf Kreta durchgeführt. Als Austragungsstätten bestimmte der griechische Verband die Strände von Karteros und Hersonissos, den Hafen von Pantanassa und das Schwimmbad in Heraklion.

## Teilnehmer
Am Turnier der Männer sollten 16 Mannschaften teilnehmen:
- Gastgeber: Griechenland
- Titelverteidiger: Brasilien[4]
- Afrika (1): Ägypten[5]
- Asien: (2): Iran, Katar[6][7]
- Europa (5): Dänemark, Kroatien, Norwegen, Portugal, Spanien
- Ozeanien (1): Neuseeland
- Süd- und Mittelamerika (3): Argentinien, Uruguay, Ecuador[4]
- Nordamerika und Karibik (2): USA, Puerto Rico

Nach dem russischen Überfall auf die Ukraine 2022 schloss die Internationale Handballföderation (IHF) alle russischen Teams von ihren Wettbewerben aus, dies betraf auch die für die Weltmeisterschaft schon qualifizierte russische Beachhandball-Nationalmannschaft. Den freien Startplatz erhielt die am besten platzierte europäische Mannschaft der letzten Europameisterschaften, Norwegen.
Am Turnier der Frauen sollen 16 Mannschaften teilnehmen:
- Gastgeber und Titelverteidiger: Griechenland
- Zweitplatzierte der letzten Weltmeisterschaft: Norwegen
- Asien (2): Thailand, Vietnam[9]
- Europa (5+1): Dänemark, Deutschland, Niederlande, Portugal, Spanien und Ungarn
- Ozeanien (1): Australien
- Süd- und Mittelamerika (3): Argentinien, Brasilien, Uruguay[4]
- Nordamerika und Karibik (2): Mexiko, USA

Den nicht besetzten Startplatz Afrikas erhielt die Mannschaft Ungarns, die zum einen bestplatzierte bislang nicht qualifizierte Mannschaft der EM 2021 war und sich zudem als Vizeeuropameisterinnen 2019 für die ausgefallene WM 2020 sicher qualifiziert hatten.